# ماندرسون-وهیت هرس کریک (داکوتای جنوبی)
ماندرسون-وهیت هرس کریک(به انگلیسی: Manderson-White Horse Creek) شهری در ایالت داکوتای جنوبی کشور ایالات متحده آمریکا است که جمعیت آن در سرشماری سال ۲۰۱۰ میلادی، ۶۲۶ نفر بوده‌است.